# 埃尔雷昆科
埃尔雷昆科，是西班牙卡斯蒂利亚-拉曼恰瓜达拉哈拉省的一个市镇。总面积75平方公里，总人口103人（2001年），人口密度1人/平方公里。